# Gu Yong-ju
Gu Yong-ju (ur. 17 lipca 1955) – północnokoreański bokser kategorii koguciej, złoty medalista letnich igrzysk olimpijskich w Montrealu. W walce o złoty medal pokonał Charlesa Mooneya.